# Schendylops demartini
Schendylops demartini är en mångfotingart som först beskrevs av Pereira och Minelli 1996.  Schendylops demartini ingår i släktet Schendylops och familjen småjordkrypare. Inga underarter finns listade i Catalogue of Life.